# RPM (film, 1970)
Pour les articles homonymes, voir RPM.
Pour plus de détails, voir Fiche technique et Distribution.
RPM est un film américain réalisé par Stanley Kramer et sorti en 1970.

## Synopsis
À la fin des années 1960, des étudiants contestataires, menés par l’activiste Rossiter, occupent une université de la côte californienne. « Paco » Perez, professeur réputé pour son libéralisme et son anticonformisme, est désigné pour présider le campus. La révolte s’intensifie avec des menaces de saccage et la police est appelée à la rescousse. Perez est alors confronté à un cas de conscience : rétablir l'ordre ou soutenir les revendications estudiantines…

## Fiche technique
- Titre : RPM
- Titre original alternatif : RPM, Revolutions per Minute
- Réalisation : Stanley Kramer
- Scénario : Erich Segal
- Musique : Perry Botkin Jr., Barry De Vorzon
- Chansons : paroles de Melanie et musique de Perry Botkin Jr./Barry De Vorzon, interprétées par Melanie
- Photographie : Michel Hugo
- Son : Les Fresholtz
- Montage : William A. Lyon
- Décors : Robert Clatworthy, George James Hopkins
- Costumes : Moss Mabry
- Pays d'origine :  États-Unis
- Tournage : 
  - Langue : anglais
  - Extérieurs : Université du Pacifique à Stockton et San Francisco (Californie)
- Producteur : Stanley Kramer
- Société de production : Stanley Kramer Productions
- Société de distribution : Columbia Pictures
- Format : couleur par Eastmancolor — 35 mm — son monophonique
- Genre : drame
- Durée : 92 minutes
- Date de sortie : 16 septembre 1970 aux  États-Unis

## Distribution
- Anthony Quinn : le professeur F.W.J. « Paco » Perez
- Ann-Margret : Rhoda
- Gary Lockwood : Rossiter
- Paul Winfield : Steve Dempsey
- Graham Jarvis : Thatcher, le chef de la police
- Bartlett Robinson (non crédité) : le premier professeur au dîner